# Церковь Святого Духа (Люблин)
Церковь Святого Духа (пол. Kościół Świętego Ducha) — ректоральная церковь католической архиепархии Люблина в Польше. Храм расположен по адресу Краковское Предместье, 1. С 28 февраля 1967 года является памятником архитектуры под номером А/228.

## История
Церковь во имя Святого Духа в Люблине была основана в 1419 году вместе с госпиталем для бедных стариков. Храмово-больничный комплекс был возведён за городской стеной в готическом стиле. Церковь имела один неф с узким пресвитерием и высокой крышей с острым ступенчатым фронтоном на фасаде. 10 марта 1421 года храм освятил краковский архиепископ Войцех Ястшембец. В 1508 году имущество церкви и госпиталя было передано в аренду горожанину Николаю Чудле, а спустя два года краковский архиепископ Ян Конарский передал его под управление городского совета. К середине XVI века имущество церкви значительно сократилось. Храм дважды горел — 1575 и 1602 годах, и был восстановлен в 1608 году в стиле любленского ренессанса с интерьером в стиле  барокко. В том же году в храме была основана часовня Блаженного Станислава Костки.
В 1610 году церковь и госпиталь были переданы монахам — босым кармелитам, которые перестроили больничные корпуса в монастырские и заново освятили храм во имя Кармельской Богоматери. В 1642 году в церкви плакал кровавыми слезами образ Божией Матери Доброго Совета. В том же веке в храме была основана часовня во имя Пресвятой Девы Марии, а к концу следующего века образ был признан чудотворным. В 1733 году церковь снова горела. Спустя несколько лет её восстановили, добавив в фасад элементы в стиле барокко. Но в 1803 году она сгорела в четвёртый раз. Руины сгоревшего монастыря приобрели городские власти, которые построили на его месте и месте бывших Святодуховских ворот здание Новой ратуши. Церковь снова восстановили в 1846 году, добавив во внешнее убранство элементы неоготики, при этом интерьер храма остался в стиле барокко. В 1928 году в церкви была основана часовня Святого Антония по проекту архитектора  Ежи Сенницкого. В 1939 году во время Второй мировой войны храм пострадал от взрыва и впоследствии был восстановлен.